# Fortitude (альбом Gojira)
Fortitude (с англ. — «Стойкость») — седьмой студийный альбом французской метал-группы Gojira, выход которого состоялся 30 апреля 2021 года на лейбле Roadrunner Records.

## Создание и продвижение
В мае 2019 года барабанщик Марио Дюплантье сообщил в интервью, что группа начала работу над седьмым альбомом группы, а 26 сентября коллектив опубликовал в своём Инстаграм-аккаунте фотографию из собственной студии звукозаписи Silver Cord Studio в Нью-Йорке, таким образом объявив о начале записи. Gojira завершили запись в январе 2020 года, запланировав сведение в десятых числах марта, а выход альбома в июне, однако из-за пандемии COVID-19 звукорежиссёр Энди Уоллес, находившийся тогда во Флориде, не смог прилететь в студию к музыкантам. В связи с этим выход альбома был первоначально отложен на сентябрь, а когда стало ясно, что из-за ограничений всё ещё будет невозможно организовать концерты, релиз перенесли на 2021 год.
5 августа 2020 года Gojira выпустили самостоятельный сингл «Another World», являющимся первым релизом группы после выхода предыдущего альбома Magma в 2016 году. Одновременно с этим музыканты выложили анимированный видеоклип на своём официальном YouTube-канале, режиссёрами которого выступили Максим Тибергин и Сильвен Фавр. Вокалист Джо Дюплантье прокомментировал выход сингла следующим образом: «Фернан Магеллан однажды сказал: „С железной волей мы предпримем самые смелые из всех начинаний, чтобы без страха встретить тёмное будущее и победить неизведанное“. Обречено ли человечество, или мы переживём гнев природы? Загляните в наше тёмное будущее, посмотрев нашу версию Планеты обезьян 1968 года… „Another World“!» Однако группа не сообщила никаких подробностей насчёт нового альбома, в том числе информацию о том, будет ли на нём присутствовать вышедший сингл.
16 февраля 2021 на официальном веб-сайте группы появилась страница с надписью «Be The First To Know» (с англ. — «Будь первым, кто узнает») и 11 символами, при нажатии на каждый из которых появлялось отдельное название песни, среди которых было также и «Another World». Помимо этого в адресной строке к самому адресу сайта было добавлено «/430», что было расценено поклонниками как потенциальная дата релиза нового альбома — 30 апреля. На следующий день, 17 февраля, Gojira официально анонсировали Fortitude и выпустили первый сингл, «Born For One Thing», сопроводив его музыкальным видео. 26 марта группа выпустила второй сингл, «Amazonia», одновременно с этим запустив кампанию по сбору средств для организации «Объединение коренных народов Бразилии» (англ. The Articulation Of Indhibited Peoples Of Brazil), которая отстаивает экологические и культурные права коренных племён Амазонки, пострадавших от вырубки лесов, потери земель, принудительного труда, насилия и преследований. Джо Дюплантье прокомментировал это решение коллектива: «Мы не хотим просто выпустить песню под названием „Amazonia“ — мы хотим сделать что-то выше этого. Как творческие люди, мы чувствуем ответственность за то, чтобы предлагать людям возможность действовать».

## Тематика альбома
Говоря про название альбома, Джо Дюплантье объяснял, что оно означает «невероятную силу», которая есть у каждого человека, и которая может изменить этот мир. Музыкант признавался, что в последнее время он начал более пессимистично смотреть на будущее, разочаровываясь от безразличия и невежественности окружающих людей, включая мировых политиков. Своим альбомом он хочет пробудить в людях желание изменить мир и дать им силы не сдаваться на этом пути:

Стойкость — это то, что нам нужно проявлять, это то, что нам нужно принять. Это то, чем мы должны быть в мире, где все неопределенно — даже в ближайшем будущем. С самого начала нашей группы мы продвигали сострадание против конкуренции и любовь против ненависти. Смысл Fortitude — вдохновлять людей быть лучшей версией самих себя и быть сильными несмотря ни на что.
Оригинальный текст (англ.)Fortitude is what we need to display, it’s what we need to embrace. It’s what we need to be in a world where everything is uncertain — even the near future. Since the beginning of our band, we have promoted compassion versus competition and love versus hate. The point of Fortitude is to inspire people to be the best version of themselves and to be strong no matter what.

Открывающая песня «Born For One Thing» изучает природу смертности и поднимает вопросы экзистенциализма. Джо Дюплантье отмечает антипотребительский посыл песни, который был вдохновлён тибетскими и тайскими философами. Вокалист объяснял, что нужно принять идею того, что мы все рано или поздно умрём, и знание этого поможет людям быть более сострадательными не цепляться за то, что им на самом деле не нужно. Заключительный трек «Grind» посвящён тому, что нельзя откладывать дела на долгий срок и «закапывать головы в песок» на неопределённый срок. «Sphinx» отдаёт дань уважения египетскому Сфинксу.

## Список композиций
| №                   | Название             | Длительность |
| ------------------- | -------------------- | ------------ |
| 1.                  | «Born For One Thing» | 4:20         |
| 2.                  | «Amazonia»           | 5:00         |
| 3.                  | «Another World»      | 4:24         |
| 4.                  | «Hold On»            | 5:30         |
| 5.                  | «New Found»          | 6:36         |
| 6.                  | «Fortitude»          | 2:07         |
| 7.                  | «The Chant»          | 5:12         |
| 8.                  | «Sphinx»             | 4:00         |
| 9.                  | «Into The Storm»     | 5:02         |
| 10.                 | «The Trails»         | 4:07         |
| 11.                 | «Grind»              | 5:34         |
| Общая длительность: | Общая длительность:  | 51:58        |

## Участники записи
- Джо Дюплантье — вокал, ритм-гитара, продюсирование, обложка
- Кристиан Андрю — соло-гитара
- Жан-Мишель Лабади — бас-гитара
- Марио Дюплантье — ударные

## Позиции в чартах
| Чарт (2021)                                   | Наивысшая позиция |
| --------------------------------------------- | ----------------- |
| Австралия (ARIA)                              | 3                 |
| Австрия (Ö3 Austria)                          | 3                 |
| Бельгия/Фландрия (Ultratop)                   | 5                 |
| Бельгия/Валлония (Ultratop)                   | 2                 |
| Канада (Canadian Albums Chart)                | 15                |
| Чехия (ČNS IFPI)                              | 34                |
| Дания (Hitlisten)                             | 3                 |
| Нидерланды (Album Top 100)                    | 4                 |
| Финляндия (Suomen virallinen lista)           | 2                 |
| Франция (SNEP)                                | 2                 |
| Германия (Offizielle Top 100)                 | 8                 |
| Венгрия (MAHASZ)                              | 11                |
| Ирландия (Irish Albums Chart)                 | 17                |
| Италия (Classifica album)                     | 47                |
| Япония (Oricon)                               | 124               |
| Новая Зеландия (RMNZ)                         | 18                |
| Норвегия (VG-lista)                           | 10                |
| Польша (ZPAV)                                 | 7                 |
| Португалия (AFP)                              | 4                 |
| Шотландия (Scottish Albums Chart)             | 6                 |
| Испания (PROMUSICAE)                          | 24                |
| Швеция (Sverigetopplistan)                    | 13                |
| Швейцария (Schweizer Hitparade)               | 4                 |
| Swiss Albums (GFK Romandy)                    | 1                 |
| Великобритания (UK Albums Chart)              | 6                 |
| Великобритания (UK Rock & Metal Albums Chart) | 1                 |
| США (Billboard 200)                           | 12                |
| США (Billboard Top Hard Rock Albums)          | 1                 |
| США (Billboard Top Rock Albums)               | 1                 |